# Вамбуи, Маргарет
Ма́ргарет Ньяире́ра Вамбу́и (англ. Margaret Nyairera Wambui; род. 15 сентября 1995, Эндараша, Центральная провинция, Кения) — кенийская легкоатлетка, специализирующаяся в беге на 800 метров. Бронзовый призёр Олимпийских игр 2016 года. Бронзовый призёр чемпионата мира в помещении (2016). Чемпионка мира среди юниоров (2014).

## Биография
Выросла в небольшой деревне Эндараша, воспитывалась вместе с тремя младшими братьями только матерью, Энн Вамбуи. В спорте оказалась благодаря своему учителю физкультуры. Первое время бегала 400 метров, ближе к старшим классам переключилась на семиборье. Одновременно играла в волейбол за школьную команду. Однажды в ходе соревнований семиборок она пробежала заключительный вид, 800 метров, за 2.05, после чего они вместе с тренером, Сэмми Мачария, решили сделать ставку на эту дисицплину.
Успехи на новой дистанции пришли сразу. В первом же старте она заняла второе место на чемпионате Кении среди юниоров. Вторыми соревнованиями стал юниорский чемпионат мира, который Маргарет уверенно выиграла, опередив серебряного призёра более чем на 1,5 секунды.
Участвовала в чемпионате мира 2015 года, но не смогла пробиться в полуфинал. На зимнем чемпионате мира 2016 выступила намного лучше, завоевав бронзовую медаль.
Летом 2016 года стала серебряным призёром чемпионата Африки в беге на 400 метров. Этот турнир рассматривался как тренировочный и был нужен Маргарет для поднятия скорости на основной дистанции. Выиграла кенийский отбор в беге на 800 метров, после чего поехала на Олимпийские игры. В Рио-де-Жанейро установила в финале личный рекорд (1.56,89), которого оказалось достаточно для бронзовой медали.

## Гендерная принадлежность
С самого первого появления Маргарет на юниорском чемпионате мира в 2014 году возникли разговоры о чересчур мужественном строении её тела и очевидном превосходстве в физическом развитии над соперницами. Специалистами не раз высказывались предположения, что Вамбуи имеет преимущество на дистанции за счёт гиперандрогении, благодаря которой в её организме может быть повышенный уровень тестостерона. Новое развитие эта тема получила после Олимпийских игр 2016 года, когда на подиуме кроме Маргарет оказались южноафриканка Кастер Семеня и Франсина Нийонсаба из Бурунди, к которым имелись схожие претензии. По итогам турнира в СМИ снова был поднят вопрос о необходимости медикаментозной терапии для понижения уровня тестостерона и ограничений на участие в соревнованиях для трансгендеров и спортсменок с гиперандрогенией.
В 2019 году, после её квалификации на соревнования среди женщин IAAF, выяснилось, что Вамбуи интерсекс и у неё кариотип 46,XY.

## Основные результаты
| Год  | Турнир                       | Место проведения         | Дисциплина       | Место       | Результат |
| ---- | ---------------------------- | ------------------------ | ---------------- | ----------- | --------- |
| 2014 | Чемпионат мира среди юниоров | Юджин, США               | 800 м            | 1-е         | 2.00,49   |
| 2015 | Чемпионат мира               | Пекин, Китай             | 800 м            | 39-е (заб.) | 2.03,52   |
| 2016 | Чемпионат мира в помещении   | Портленд, США            | 800 м            | 3-е         | 2.00,44   |
| 2016 | Чемпионат Африки             | Дурбан, ЮАР              | 400 м            | 2-е         | 52,24     |
| 2016 | Чемпионат Африки             | Дурбан, ЮАР              | эстафета 4×400 м | 3-е         | 3.30,21   |
| 2016 | Олимпийские игры             | Рио-де-Жанейро, Бразилия | 800 м            | 3-е         | 1.56,89   |